# Сан-Бенедиту-ду-Риу-Прету

Сан-Бенедиту-ду-Риу-Прету на карте штата.

Сан-Бенедиту-ду-Риу-Прету (порт. São Benedito do Rio Preto) — муниципалитет в Бразилии, входит в штат Мараньян. Составная часть мезорегиона Восток штата Мараньян. Входит в экономико-статистический микрорегион Шападинья. Население составляет 17 799 человек на 2010 год. Занимает площадь 931,485 км². Плотность населения — 19,11 чел./км².

## Демография
Согласно сведениям, собранным в ходе переписи 2010 г. Национальным институтом географии и статистики (IBGE), население муниципалитета составляет:
| Полное население                               | Полное население                               | Полное население                               | Полное население                               | 17 799 |
| ---------------------------------------------- | ---------------------------------------------- | ---------------------------------------------- | ---------------------------------------------- | ------ |
| в том числе:                                   | Городское население                            | 11 049                                         | Процент городского населения, %                | 62,08  |
|                                                | Сельское население                             | 6750                                           | Процент сельского населения, %                 | 37,92  |
|                                                | Мужское население                              | 9040                                           | Процент мужского населения, %                  | 50,79  |
|                                                | Женское население                              | 8759                                           | Процент женского населения, %                  | 49,21  |
| Плотность населения, чел/км²                   | Плотность населения, чел/км²                   | Плотность населения, чел/км²                   | Плотность населения, чел/км²                   | 19,11  |
| Население муниципалитета в % к населению штата | Население муниципалитета в % к населению штата | Население муниципалитета в % к населению штата | Население муниципалитета в % к населению штата | 0,27   |

По данным оценки 2016 года, население муниципалитета составляет 18 256 жителей.

## История
Город основан в 1948 году.

## Статистика
- Валовой внутренний продукт на 2003 год составляет 15 314 727,00 реалов (данные: Бразильский институт географии и статистики).
- Валовой внутренний продукт на душу населения на 2003 год составляет 901,08 реал (данные: Бразильский институт географии и статистики).
- Индекс развития человеческого потенциала на 2000 год составляет 0,543 (данные: Программа развития ООН).

## География
Климат местности: тропический.